# Psaliodes quinquelatera
Psaliodes quinquelatera är en fjärilsart som beskrevs av Louis Beethoven Prout 1916. Psaliodes quinquelatera ingår i släktet Psaliodes och familjen mätare. Inga underarter finns listade i Catalogue of Life.